# Leslie Jamison
Leslie Sierra Jamison (nacida el 21 de junio de 1983) es novelista y ensayista, nacida en Estados Unidos. Es la autora de la novela The Gin Closet (2010) y la colección de ensayos The Empathy Exams (2014). Jamison ha dirigido talleres de escritura de concentración de no ficción en la Escuela de Artes de la Universidad de Columbia .

## Primeros años
Jamison nació en Washington D. C. en el barrio de Pacific Palisades de Los Ángeles . Su madre es Joanne Leslie, nutricionista y antigua profesora de salud pública. Su padre es economista e investigador de salud global Dean Jamison. Leslie Jamison es sobrina de la psicóloga clínica y escritora Kay Redfield Jamison. Jamison es la menor de tres hermanos. Sus padres se divorciaron cuando Jamison tenía 11 años. Desde entonces, Jamison vivió con su madre.
Jamison estudió en la Universidad de Harvard, titulándose en Inglés en 2004; su tesis de grado trató sobre el incesto en la obra de William Faulkner. Mientras era estudiante, ganó el premio Edward Eager Memorial Fund en escritura creativa, un premio que también ganó su compañero de clase, el escritor Uzodimna Iweala. Fue miembro de la revista literaria universitaria The Advocate y del club social The Signet Society.
Jamison asistió al Taller de Escritores de Iowa, en el que obtuvo el máster en Bellas Artes en ficción, así como a la Universidad de Yale, donde se doctoró en literatura inglesa. En Yale, Jamison trabajó junto a  Wai Chee Dimock, Amy Hungerford y Caleb Smith, presentando la ponencia "Los recuperados: Adicción y sinceridad en la literatura estadounidense del siglo XX" (The Recovered: Addiction and Sincerity in 20th Century American Literature) en mayo de 2016.

## Carrera profesional
Jamison ha publicado artículos en diferentes revistas y periódicos como Best New American Voices 2008, A Public Space, The New York Review of Books ,  y Black Warrior Review.

### Libros
Jamison se dio a conocer con su primera novela, The Gin Closet, publicada por Free Press en 2010. Jamison la describió como el relato de una "joven neoyorquina [que] busca a una tía a la que nunca conoció... y a la que encuentra bebiendo hasta morir en un remolque de Nevada. Juntas terminan manteniendo una vida precaria pero profundamente comprometida, intentando... salvar cada una la la vida de la otra". Recibió críticas positivas de diferentes medios como San Francisco Chronicle, Vogue, y Publishers Weekly .
El segundo libro de Jamison, The Empathy Exams, es una colección de ensayos que fue publicada por Graywolf Press. Alcanzó en abril de 2014 el número 11 de la lista de libros más vendidos del New York Times, recibiendo grandes elogios de la crítica. Olivia Lang comentó en The New York Times, "Es difícil imaginar que surja una voz más fuerte y reflexiva este año". Cada uno de sus ensayos utiliza una mezcla de enfoques periodísticos y de memorias que combinan las propias experiencias de Jamison y las de otras personas en diferentes comunidades, con el objetivo de explorar los intercambios empáticos que se producen entre ellas.
El tercer libro de Jamison, La recuperación: La intoxicación y sus secuelas (The Recovering: Intoxication and Its Aftermath) fue publicado en abril de 2018 en Little, Brown . Publishers Weekly describe el libro como "un estudio autobiográfico implacable y luminoso del alcoholismo". Combina las memorias de Jamison sobre su propio alcoholismo con una encuesta a otros personas (entre las que se encuentran algunas famosas), con un enfoque en la recuperación.
El cuarto libro de Jamison, Make It Scream, Make It Burn, fue publicado en septiembre de 2019 por la editorial Little, Brown, y es una colección de catorce ensayos sobre la añoranza, la mirada y la vivienda.

### Docente
Desde el otoño de 2015, Jamison ejerce en la Facultad de la Escuela de Artes de la Universidad de Columbia como profesora asistente y directora de escritura de no ficción. Por otro lado, Jamison dirige a estudiantes de MFA de la Universidad de Columbia en un taller de escritura creativa en Marian House, que es un alojamiento de transición para mujeres en proceso de recuperación.

## Vida personal
Jamison reside en Park Slope, Brooklyn con su hija. Su tutela es compartida con su exmarido, el escritor Charles Bock . Se divorciaron a principios de 2020, justo antes de que Jamison contrajera el covid-19 y entrara en cuarentena junto a su hija.

### Libros
Novelas
- El armario de la ginebra (Gratis, 2010)

No ficción
- Los exámenes de empatía (Graywolf, 2014)
- 52 azul (2014)
- Tal patrimonio medio (2015)
- La recuperación: la intoxicación y sus consecuencias (Little, Brown, 2018)
- Hazlo gritar, hazlo arder (Little, Brown, 2019)

## Otras lecturas
- Greenberg, Gary (2 de abril de 2018). «Leslie Jamison's "The Recovering" and the Stories We Tell About Drinking». The New Yorker 94 (7). pp. 84-89. Consultado el 13 de enero de 2022.